# The Belgian
Pour plus de détails, voir Fiche technique et Distribution.
The Belgian est un film muet américain, produit et réalisé par Sidney Olcott avec Valentine Grant et Walker Whitedise dans les rôles principaux, et sorti aux États-Unis en 1918. Une histoire qui se déroule en Belgique durant la Première Guerre mondiale.

## Fiche technique
- Réalisation : Sidney Olcott
- Scénario : Frederic Arnold Kummer d'après une de ses histoires
- Chef-opérateur : Al Ligouri, George K. Hollister
- Production : Sidney Olcott Players
- Distribution : Exhibitors' Booking Corp
- Longueur : 7-10 bobines
- Date de sortie :
  - États-Unis : 10 janvier 1916 (New York)

## Distribution
- Walker Whiteside : Victor Morenne
- Valentine Grant : Jeanne Desfree
- Arda La Croix : Père Julian
- Sally Crute : Comtesse de Vries
- Georgio Majeroni : Colonel Dupin
- Anders Randolf : Berger
- Henry Leone : oncle de Jeanne
- Blanche Davenport : mère de Victor

## Production

### Lieux de tournage
Le film a été tourné à Fort Lee, dans le New Jersey.

## Autour du film
C'est le premier film d'Olcott en tant que producteur indépendant.
Il a été présenté en avant-première le 25 octobre 1917 au Strand, à New York, devant au moins 1 500 spectateurs. La projection a duré 100 minutes environ. Il n'est, semble-t-il, pas sorti en France.
Acteur de théâtre shakespearien, Walker Whiteside n'a que deux films à sa filmographie : The Melting Pot et The Belgian. Tous deux avec Valentine Grant.